# Atorai
Atorai (Atorad), pleme američkih Indijanaca porodice Arawakan nastanjeno u jugozapadnoj Gvajani i susjednom području brazilske države Roraima. Jezik im je gotovo nestao, govore ga osobe starije od 50 godina, a služe se i s jezicima wapisiana i portugalskim. Mnogi Atorai danas žive u naseljma Wapishana.